# Municipio de Carbon
El municipio de Carbon (en inglés: Carbon Township) es un municipio ubicado en el condado de Huntingdon en el estado estadounidense de Pensilvania. En el año 2000 tenía una población de 428 habitantes y una densidad poblacional de 8.9 personas por km².

## Geografía
El municipio de Carbon se encuentra ubicado en las coordenadas 40°13′27″N 78°10′44″O / 40.22417, -78.17889.

## Demografía
Según la Oficina del Censo en 2000 los ingresos medios por hogar en la localidad eran de $31,932 y los ingresos medios por familia eran de $41,429. Los hombres tenían unos ingresos medios de $26,875 frente a los $20,833 para las mujeres. La renta per cápita de la localidad era de $17,222. Alrededor del 11,7% de la población estaba por debajo del umbral de pobreza.